# Hungerbach (Lech)
Der Hungerbach ist ein etwa 2,7 km langer linker Zufluss des Lech im Landkreis Landsberg am Lech in Oberbayern.

## Oberlauf
Der Hungerbach entspringt an der Kante einer Schotterterrasse des Lechs im östlichen Ortsgebiet von Seestall auf etwa 623 m Höhe.

## Verlauf
Der Hungerbach verläuft zunächst am östlichen Rand von Seestall nach Norden, bevor er durch Acker- und Wiesenflächen führt. Dabei bildet er kurz die Grenze zwischen den Gemeinden Fuchstal und Unterdießen, bevor er hinter dem Weiler Lechstufe 13 durchgehend auf dem Gebiet der Gemeinde Unterdießen verläuft.
Wenig später fließt der Hungerbach östlich an Dornstetten vorbei und speist einen Fischteich, danach strömt er etwa 250 m in einem breiteren Bett seiner Mündung von links in den Lechstausee der Lechstaustufe 14 – Pitzling entgegen.
Der etwa 2,7 km lange Hungerbach mündet etwa 22 Höhenmeter unter dessen Ursprung und hat damit ein mittleres Sohlgefälle von etwa 8 ‰.